# Ангел-истребитель
«Ангел-истребитель» (исп. El ángel exterminador) — мексиканская чёрно-белая фантасмагорическая трагикомедия, поставленная режиссёром Луисом Бунюэлем.
«Ангел-истребитель» ознаменовал возврат Бунюэля к сюрреалистическим истокам своей режиссуры после более чем 30 лет работы в коммерческом мексиканском кино. Идею сюжета подала картина Жерико «Плот „Медузы“».
По мнению исполнительницы главной роли, нарисованная Бунюэлем ситуация напоминает современные реалити-шоу.
Премьера фильма состоялась в мае 1962 года в рамках Каннского кинофестиваля. Фильм вышел в прокат 16 декабря 1962 года (Испания). В 2009 году компания Criterion Collection выпустила фильм на DVD вместе с другой притчей Бунюэля — «Симеон-пустынник» (1964).

## Сюжет
После званого ужина представители высшего сословия обнаруживают, что не могут покинуть гостиную. Загадочные, мистические причины не позволяют им перейти через порог. Страх и отчаяние охватывает гостей после двух дней необъяснимого заточения. Нахождение в замкнутом пространстве выявляет все людские пороки и низменные инстинкты.

## В ролях
- Сильвия Пиналь — Летисия «Валькирия»
- Энрике Рамбаль — Эдмундо Нобиле
- Клаудио Брук — Хулио, мажордом
- Хосе Бавьера — Леандро Гомес
- Аугусто Бенедико — Карлос Конде, доктор
- Антонио Браво — Серхио Рассель
- Жаклин Андере — Алисия де Рок
- Сесар дель Кампо — полковник Альваро
- Роса Элена Дурхель — Сильвия
- Луси Гальярдо — Лусия де Нобиле
- Энрике Гарсия Альварес — Альберто Рок
- Офелия Гильмен — Хуана Авила
- Надя Аро Олива — Ана Майнар
- Тито Хунко — Рауль
- Ксавье Лойя — Франсиско Авила

## Оценки
В 2004 году кинокритики издания The New York Times включили фильм в список The Best 1,000 Movies Ever Made (с англ. — «Лучшие 1000 фильмов в истории»).
Фильм был также включён Стивеном Кингом в список 100 наиболее значительных картин жанра ужасов с 1950 по 1980 год.

## Награды и номинации
- 1962 — участие в основном конкурсе Каннского кинофестиваля
- 1963 — Премия Bodil Ассоциации кинокритиков Дании за лучший неевропейский фильм — Луис Бунюэль
- 1963 — показом картины был открыт первый Нью-Йоркский кинофестиваль
- 1967 — Премия «Серебряная богиня» журналистов мексиканского кинематографа лучшей актрисе второго плана — Жаклин Андере